# Drepanopeziza
Drepanopeziza is een geslacht van schimmels uit de familie Drepanopezizaceae.

## Soorten
Volgens Index Fungorum telt het geslacht 14 soorten (peildatum september 2023):
| Soortnaam                             | Auteur(s)                             | Publicatiejaar |
| ------------------------------------- | ------------------------------------- | -------------- |
| Drepanopeziza brunnea                 | (Ellis & Everh.) Rossman & W.C. Allen | 2017           |
| Drepanopeziza castagnei               | (Desm. & Mont.) Rossman & W.C. Allen  | 2017           |
| Drepanopeziza foliicola               | (Desm.) Höhn.                         | 1918           |
| Drepanopeziza paradoxoides            | (Rehm) Défago                         | 1968           |
| Drepanopeziza populi                  | (Lib.) Rossman & W.C. Allen           | 2017           |
| Drepanopeziza punctiformis            | Gremmen                               | 1965           |
| Drepanopeziza ribis (Ribesbladpukkel) | (Rehm ex Kleb.) Höhn.                 | 1917           |
| Drepanopeziza salicis                 | (Tul. & C. Tul.) Höhn.                | 1920           |
| Drepanopeziza schoenicola             | Graddon                               | 1977           |
| Drepanopeziza sphaerioides            | (Pers.) Höhn.                         | 1917           |
| Drepanopeziza tremulae                | Rimpau                                | 1962           |
| Drepanopeziza triandrae               | Rimpau                                | 1962           |
| Drepanopeziza variabilis              | E. Müll., Hütter & Schüepp            | 1959           |
| Drepanopeziza verrucispora            | Baral & E. Weber                      | 1992           |